# Carabhydrus andreas
Carabhydrus andreas là một loài bọ cánh cứng trong họ Bọ nước. Loài này được Zwick miêu tả khoa học năm 1981.